# Кесяков, Константин Искрович
Константин Искрович Кесяков (болг. Константин Искров Кесяков, 1839—1900) — болгарский и российский генерал.

## Биография
Родился 14 июля 1839 года (по другим данным — 14 июня 1838 года) в Пловдиве.
Образование получил в Пловдивском классном училище, после чего уехал в Россию и поступил в Московский университет. 11 сентября 1863 года он был зачислен во 2-е военное Константиновское училище, из которого выпущен 22 июня 1864 года подпоручиком в армейскую пехоту. 5 мая 1865 года произведён в поручики, а 17 апреля следующего года был переведён в гвардейскую пехоту с переименованием в подпоручики гвардии. 30 августа 1867 года получил чин поручика.
В 1868 году Кесяков был командирован в Белград, где принимал участие в формировании Болгарского легиона из эмигрантов. По возвращении в Россию 13 апреля 1870 года произведён в штабс-капитаны. 2 июля 1875 года прикомандирован к Главному штабу и 4 апреля 1876 года произведён в капитаны.
Незадолго до начала русско-турецкой войны Кесяков был назначен в состав формировавшихся болгарских ополченческих дружин и 3 декабря 1876 года получил чин подполковника. В качестве командира 1-й дружины болгарского ополчения (назначен 20 апреля 1877 года) он сражался с турками на Дунайском театре войны. Принимал участие в сражении при Стара-Загоре, обороне Шипки и взятии Шейново. После ранения полковника Л. Д. Вяземского возглавил 1-ю бригаду болгарского ополчения. В декабре 1877 года за боевые отличия был произведён в полковники (со старшинством от 10 сентября 1877 года). За отличие при обороне Шипки Кесяков 13 декабря 1877 года был награждён золотой саблей с надписью «За храбрость», в следующем году за Шейново получил орден св. Владимира 4-й степени с мечами и бантом.
С 14 сентября 1879 года Кесяков был прикомандирован к формировавшейся Болгарской армии, где командовал Восточно-Румелийской милицией. 26 ноября 1882 года был зачислен в запас Российской армии и перешёл на военную службу в Болгарию. В чине полковника был военным комендантом Велико-Тырново и Пловдива. В середине 1880-х годов Кесяков принимал участие в заговоре против Александра Баттенберга, и после провала попытки переворота 9 августа 1886 года бежал в Россию.
3 июня 1888 года Кесяков был принят на российскую военную службу с прежним чином полковника и 9 ноября 1889 года получил в командование 109-й пехотный Волжский полк. Произведённый 28 апреля 1899 года в генерал-майоры, он был назначен командиром 2-й бригады 39-й пехотной дивизии, а 6 сентября того же года был переведён на должность командира 1-й бригады 26-й пехотной дивизии.
Точные обстоятельства смерти Кесякова не установлены. Согласно болгарским источникам он в начале 1900 года уехал в Болгарию и скончался 3 марта 1900 года в Софии. Согласно русским источникам Кесяков продолжал находиться на службе и 23 марта 1900 года был исключён из списков умершим. Официальных данных о его увольнении в отпуск не обнаружено.
Среди прочих наград Кесяков имел следующие:
- Орден Святой Анны 3-й степени (1872 год)
- Золотая сабля с надписью «За храбрость» (13 декабря 1877 года)
- Орден Святого Владимира 4-й степени с мечами и бантом (1878 год)
- Орден Святого Станислава 2-й степени (1880 год)
- Орден Святой Анны 2-й степени (1892 год)
- Орден Святого Владимира 3-й степени (1896 год)
- болгарский Орден «Святой Александр» (1898 год)

Его брат Тодор Кесяков был болгарским политическим деятелем, в 1879 году возглавлял постоянный комитет Восточной Румелии.